# Бельгія на літніх Олімпійських іграх 2016
Бельгію на літніх Олімпійських іграх 2016 представляли 108 спортсменів у 22 видах спорту.

## Медалісти
| Медалі | Спортсмени | Вид спорту     | Дисципліна                       | Дата      |
| ------ | --- | -------------- | -------------------------------- | --------- |
| Золото | Грег ван Авермат | Велоспорт      | групова шосейна гонка (чоловіки) | 6 серпня  |
| Золото | Нафіссату Тіам | Легка атлетика | семиборство (жінки)              | 13 серпня |
| Срібло | Пітер Тіммерс | Плавання       | 100 м вільним стилем (чоловіки)  | 10 серпня |
| Срібло | Збірна Бельгії з хокею на траві Артур ван Дорен Джон-Джон Домен Флорен ван Обель Себастьян Док'є Седрік Шарльє Готьє Боккар Еммануель Стокбрукс Томас Бріельс Фелікс Денаєр Венсан Ванаш Сімон Гуньяр Лоїк Люпаер Том Боон Жером Труєнс Елліот ван Стрідонк Тангуй Косінс | Хокей на траві | чоловіки                         | 18 серпня |
| Бронза | Дірк ван Тіхельт | Дзюдо          | до 73 кг (чоловіки)              | 8 серпня  |
| Бронза | Жольєн Д'Ор | Велоспорт      | омніум (жінки)                   | 16 серпня |

## Стрільба з лука
| Спортсмен      | Дисципліна                        | Попередній раунд | Попередній раунд | 1/32 фіналу        | 1/16 фіналу          | 1/8 фіналу         | Чвертьфінали       | Півфінали          | Фінал / БМ         | Фінал / БМ      |
| Спортсмен      | Дисципліна                        | Результат        | Сіяний           | Суперник Результат | Суперник Результат   | Суперник Результат | Суперник Результат | Суперник Результат | Суперник Результат | Місце           |
| -------------- | --------------------------------- | ---------------- | ---------------- | ------------------ | -------------------- | ------------------ | ------------------ | ------------------ | ------------------ | --------------- |
| Робін Рамекерс | індивідуальна першість (чоловіки) | 654              | 42               | Тайєк (AUS) W 6–2  | Родрігес (ESP) L 0–6 | Завершив виступ    | Завершив виступ    | Завершив виступ    | Завершив виступ    | Завершив виступ |

## Легка атлетика
Легенда
- Note – для трекових дисциплін місце вказане лише для забігу, в якому взяв участь спортсмен
- Q = пройшов у наступне коло напряму
- q = пройшов у наступне коло за добором (для трекових дисциплін - найшвидші часи серед тих, хто не пройшов напряму; для технічних дисциплін - увійшов до визначеної кількості фіналістів за місцем якщо напряму пройшло менше спортсменів, ніж визначена кількість)
- NR = Національний рекорд
- N/A = Коло відсутнє у цій дисципліні
- Bye = спортсменові не потрібно змагатися у цьому колі

Трекові і шосейні дисципліни
Чоловіки
| Спортсмен                                                                             | Дисципліна           | Попередній забіг | Попередній забіг | Півфінал        | Півфінал        | Фінал           | Фінал           |
| Спортсмен                                                                             | Дисципліна           | Результат        | Місце            | Результат       | Місце           | Результат       | Місце           |
| ------------------------------------------------------------------------------------- | -------------------- | ---------------- | ---------------- | --------------- | --------------- | --------------- | --------------- |
| Башир Абді                                                                            | 5000 м               | 13:42.83         | 16               | Н/Д             | Н/Д             | Завершив виступ | Завершив виступ |
| Башир Абді                                                                            | 10000 м              | Н/Д              | Н/Д              | Н/Д             | Н/Д             | 28:01.49        | 20              |
| Жонатан Борле                                                                         | 200 м                | 20.64            | 5                | Завершив виступ | Завершив виступ | Завершив виступ | Завершив виступ |
| Жонатан Борле                                                                         | 400 м                | 46.01            | 4                | Завершив виступ | Завершив виступ | Завершив виступ | Завершив виступ |
| Кевін Борле                                                                           | 400 м                | 45.90            | 5                | Завершив виступ | Завершив виступ | Завершив виступ | Завершив виступ |
| Мехаель Бюлтил                                                                        | 400 м з бар'єрами    | 49.37            | 5 q              | 49.46           | 5               | Завершив виступ | Завершив виступ |
| Флоран Каелен                                                                         | Марафон              | Н/Д              | Н/Д              | Н/Д             | Н/Д             | 2:17:59         | 44              |
| Єрун Д'Гудт                                                                           | 3000 м з перешкодами | 8:48.29          | 13               | Н/Д             | Н/Д             | Завершив виступ | Завершив виступ |
| Пітер-Ян Ганнес                                                                       | 1500 м               | 3:38.89          | 8 q              | 3:43.71         | 12              | Завершив виступ | Завершив виступ |
| Кун Нарт                                                                              | Марафон              | Н/Д              | Н/Д              | Н/Д             | Н/Д             | 2:14:53         | 22              |
| Віллем ван Шуербек                                                                    | Марафон              | Н/Д              | Н/Д              | Н/Д             | Н/Д             | 2:18:56         | 56              |
| Жонатан Борле Кевін Борле Ділан Борле Antoine Gillet Робін Вандербемден Жульєн Ватрен | 4×400 м              | 2:59.25 NR       | 1 Q              | Н/Д             | Н/Д             | 2:58.52 NR      | 4               |

Жінки
| Спортсменка     | Дисципліна        | Попередній забіг | Попередній забіг | Півфінал         | Півфінал         | Фінал            | Фінал            |
| Спортсменка     | Дисципліна        | Результат        | Місце            | Результат        | Місце            | Результат        | Місце            |
| --------------- | ----------------- | ---------------- | ---------------- | ---------------- | ---------------- | ---------------- | ---------------- |
| Синтія Болінго  | 200 м             | 23.98            | 8                | Завершила виступ | Завершила виступ | Завершила виступ | Завершила виступ |
| Олівія Борле    | 200 м             | 23.53            | 7                | Завершила виступ | Завершила виступ | Завершила виступ | Завершила виступ |
| Луїза Картон    | 5000 м            | 15:34.39         | 11               | Н/Д              | Н/Д              | Завершила виступ | Завершила виступ |
| Аксель Даувенс  | 400 м з бар'єрами | 57.68            | 7                | Завершила виступ | Завершила виступ | Завершила виступ | Завершила виступ |
| Веєрле Дежагере | Марафон           | Н/Д              | Н/Д              | Н/Д              | Н/Д              | 2:37:39          | 47               |
| Рене Ейкенс     | 800 м             | 2:00.00          | 4 q              | 2:00.45          | 5                | Завершила виступ | Завершила виступ |
| Елс Ренс        | Марафон           | Н/Д              | Н/Д              | Н/Д              | Н/Д              | 2:45:52          | 84               |
| Мануела Соккол  | Марафон           | Н/Д              | Н/Д              | Н/Д              | Н/Д              | 2:44:18          | 74               |
| Анна Загре      | 100 м з бар'єрами | 12.85            | 2 Q              | DSQ              | DSQ              | Завершила виступ | Завершила виступ |

Технічні дисципліни
| Спортсмен     | Дисципліна               | Кваліфікація       | Кваліфікація | Фінал              | Фінал |
| Спортсмен     | Дисципліна               | Результат у метрах | Місце        | Результат у метрах | Місце |
| ------------- | ------------------------ | ------------------ | ------------ | ------------------ | ----- |
| Філіп Міланов | метання диска (чоловіки) | 62.68              | 12 q         | 62.22              | 9     |

Комбіновані дисципліни – десятиборство (чоловіки)
| Спортсмен             | Дисципліна | 100 м | СД   | ШЯ    | СВ   | 400 м | 110Б  | МД    | СЖ   | МС    | 1500 м  | Final | Місце |
| --------------------- | ---------- | ----- | ---- | ----- | ---- | ----- | ----- | ----- | ---- | ----- | ------- | ----- | ----- |
| Томас ван дер Платсен | Результат  | 11.24 | 7.66 | 12.84 | 2.16 | 49.63 | 15.01 | 43.58 | 5.40 | 62.09 | 4:32.21 | 8332  | 8     |
| Томас ван дер Платсен | Очки       | 808   | 975  | 657   | 953  | 832   | 848   | 738   | 1035 | 769   | 717     | 8332  | 8     |

Комбіновані дисципліни – семиборство (жінки)
| Спортсмен      | Дисципліна | 100Б  | СВ   | ШЯ    | 200 m | СД   | МС    | 800 m   | Final | Місце |
| -------------- | ---------- | ----- | ---- | ----- | ----- | ---- | ----- | ------- | ----- | ----- |
| Нафіссату Тіам | Результат  | 13.56 | 1.98 | 14.91 | 25.10 | 6.58 | 53.13 | 2:16.54 | 6810  | 1     |
| Нафіссату Тіам | Очки       | 1041  | 1211 | 855   | 878   | 1033 | 921   | 871     | 6810  | 1     |

## Бадмінтон
| Спортсмен   | Дисципліна                  | Груповий етап                     | Груповий етап                  | Груповий етап                 | Груповий етап | Вибування          | Чвертьфінал        | Півфінал           | Фінал / БМ         | Фінал / БМ       |
| Спортсмен   | Дисципліна                  | Суперник Результат                | Суперник Результат             | Суперник Результат            | Місце         | Суперник Результат | Суперник Результат | Суперник Результат | Суперник Результат | Місце            |
| ----------- | --------------------------- | --------------------------------- | ------------------------------ | ----------------------------- | ------------- | ------------------ | ------------------ | ------------------ | ------------------ | ---------------- |
| Юхань Тань  | одиночний розряд (чоловіки) | Зільберман (ISR) L (20–22, 12–21) | Chou T-c (TPE) L (14–21, 8–21) | Н/Д                           | 3             | Завершив виступ    | Завершив виступ    | Завершив виступ    | Завершив виступ    | Завершив виступ  |
| Ліанне Тань | одиночний розряд (жінки)    | Ван (USA) L (17–21, 22–20, 14–21) | Li Xr (CHN) L (11–21, 11–21)   | Сантуш (POR) W (21–16, 21–18) | 3             | Завершила виступ   | Завершила виступ   | Завершила виступ   | Завершила виступ   | Завершила виступ |

## Веслування на байдарках і каное

### Спринт
| Спортсмен    | Дисципліна             | Заїзди   | Заїзди | Півфінали | Півфінали | Фінал    | Фінал |
| Спортсмен    | Дисципліна             | Час      | Місце  | Час       | Місце     | Час      | Місце |
| ------------ | ---------------------- | -------- | ------ | --------- | --------- | -------- | ----- |
| Артур Петерс | Б-1, 1000 м (чоловіки) | 3:34.178 | 5 Q    | 3:37.586  | 7 FB      | 3:33.521 | 11    |

Пояснення до кваліфікації: FA = Кваліфікувались до фіналу A (за медалі); FB = Кваліфікувались до фіналу B (не за медалі)

## Велоспорт

### Шосе
Чоловіки
| Спортсмен        | Дисципліна      | Час          | Місце        |
| ---------------- | --------------- | ------------ | ------------ |
| Лауренс де Плюс  | Групова гонка   | Не фінішував | Не фінішував |
| Філіп Жильбер    | Групова гонка   | 6:23.23      | 42           |
| Серж Паувельс    | Групова гонка   | 6:16.17      | 22           |
| Грег ван Авермат | Групова гонка   | 6:10.05      | 1            |
| Тім Велленс      | Групова гонка   | Не фінішував | Не фінішував |
| Тім Велленс      | Роздільна гонка | 1:16:49.71   | 20           |

Жінки
| Спортсменка    | Дисципліна      | Час           | Місце         |
| -------------- | --------------- | ------------- | ------------- |
| Анн-Софі Дюк   | Групова гонка   | Не фінішувала | Не фінішувала |
| Анн-Софі Дюк   | Роздільна гонка | 48:17.60      | 23            |
| Лотте Копецкі  | Групова гонка   | 4:02:07       | 45            |
| Лотте Копецкі  | Роздільна гонка | 48:09.86      | 21            |
| Аніша Векеманс | Групова гонка   | 3:58:03       | 29            |

### Трек
Омніум
| Спортсмен     | Дисципліна        | Скретч | Скретч | Індивідуальна гонка переслідування | Індивідуальна гонка переслідування | Індивідуальна гонка переслідування | Гонка на вибування | Гонка на вибування | Гіт з місця на 1 км | Гіт з місця на 1 км | Гіт з місця на 1 км | Гіт з ходу на 250 м | Гіт з ходу на 250 м | Гіт з ходу на 250 м | Гонка за очками | Гонка за очками | Загалом очок | Місце |
| Спортсмен     | Дисципліна        | Місце  | Очки   | Час                                | Місце                              | Очки                               | Місце              | Очки               | Час                 | Місце               | Очки                | Час                 | Місце               | Очки                | Очки            | Місце           | Загалом очок | Місце |
| ------------- | ----------------- | ------ | ------ | ---------------------------------- | ---------------------------------- | ---------------------------------- | ------------------ | ------------------ | ------------------- | ------------------- | ------------------- | ------------------- | ------------------- | ------------------- | --------------- | --------------- | ------------ | ----- |
| Яспер Де Бюст | омніум (чоловіки) | 18     | 6      | 4:36.246                           | 16                                 | 12                                 | 15                 | 10                 | DNS                 | DNS                 | DNS                 | DNS                 | DNS                 | DNS                 | DNS             | DNS             | 28           | DNF   |
| Жольєн Д'Ор   | омніум (жінки)    | 3      | 36     | 3:30.202                           | 3                                  | 36                                 | 2                  | 38                 | 35.326              | 4                   | 34                  | 14.195              | 7                   | 28                  | 27              | 8               | 199          | 3     |

### Маунтінбайк
| Спортсмен    | Дисципліна             | Час     | Місце |
| ------------ | ---------------------- | ------- | ----- |
| Рубен Схейре | маунтінбайк (чоловіки) | 1:37:36 | 11    |
| Єнс Шурманс  | маунтінбайк (чоловіки) | 1:39:30 | 18    |
| Гіта Міхельс | маунтінбайк (жінки)    | 1:40:23 | 21    |

### BMX
| Спортсмен    | Дисципліна  | Кваліфікація | Кваліфікація | Півфінал | Півфінал | Фінал     | Фінал |
| Спортсмен    | Дисципліна  | Результат    | Місце        | Очки     | Місце    | Результат | Місце |
| ------------ | ----------- | ------------ | ------------ | -------- | -------- | --------- | ----- |
| Елке Ванхооф | BMX (жінки) | 35.325       | 6            | 13       | 3 Q      | 39.538    | 6     |

## Кінний спорт

### Виїздка
| Спортсмен       | Кінь  | Дисципліна    | Grand Prix | Grand Prix | Grand Prix Special | Grand Prix Special | Grand Prix Freestyle | Grand Prix Freestyle | Загалом         | Загалом         |
| Спортсмен       | Кінь  | Дисципліна    | Результат  | Місце      | Результат          | Місце              | За техніку           | За артистизм         | Результат       | Місце           |
| --------------- | ----- | ------------- | ---------- | ---------- | ------------------ | ------------------ | -------------------- | -------------------- | --------------- | --------------- |
| Йорінде Вервімп | Tiamo | Індивідуальні | 70.771     | 35         | Завершив виступ    | Завершив виступ    | Завершив виступ      | Завершив виступ      | Завершив виступ | Завершив виступ |

### Триборство
| Спортсмен           | Кінь                  | Дисципліна    | Виїздка      | Виїздка | Крос         | Крос       | Крос       | Конкур          | Конкур          | Конкур          | Конкур          | Конкур          | Конкур          | Загалом         | Загалом         |
| Спортсмен           | Кінь                  | Дисципліна    | Виїздка      | Виїздка | Крос         | Крос       | Крос       | Кваліфікація    | Кваліфікація    | Кваліфікація    | Фінал           | Фінал           | Фінал           | Загалом         | Загалом         |
| Спортсмен           | Кінь                  | Дисципліна    | Штрафні очки | Місце   | Штрафні очки | Загалом    | Місце      | Штрафні очки    | Загалом         | Місце           | Штрафні очки    | Загалом         | Місце           | Штрафні очки    | Місце           |
| ------------------- | --------------------- | ------------- | ------------ | ------- | ------------ | ---------- | ---------- | --------------- | --------------- | --------------- | --------------- | --------------- | --------------- | --------------- | --------------- |
| Карін Донкерс       | Fletcha van't Verahof | Індивідуальні | 41.10        | 7       | Eliminated   | Eliminated | Eliminated | Завершив виступ | Завершив виступ | Завершив виступ | Завершив виступ | Завершив виступ | Завершив виступ | Завершив виступ | Завершив виступ |
| Йоріс ван Спрінгель | Lully des Aulnes      | Індивідуальні | 54.30        | 52      | 21.60        | 75.90      | 26         | 8.00            | 83.90           | 25 Q            | 4.00            | 87.90           | 24              | 87.90           | 24              |

### Конкур
| Спортсмен          | Кінь       | Дисципліна    | Кваліфікація | Кваліфікація | Кваліфікація    | Кваліфікація    | Кваліфікація    | Кваліфікація    | Кваліфікація    | Кваліфікація    | Фінал           | Фінал           | Фінал           | Фінал           | Фінал           | Загалом         | Загалом         |
| Спортсмен          | Кінь       | Дисципліна    | Раунд 1      | Раунд 1      | Раунд 2         | Раунд 2         | Раунд 2         | Раунд 3         | Раунд 3         | Раунд 3         | Фінал A         | Фінал A         | Фінал B         | Фінал B         | Фінал B         | Загалом         | Загалом         |
| Спортсмен          | Кінь       | Дисципліна    | Штрафні очки | Місце        | Штрафні очки    | Загалом         | Місце           | Штрафні очки    | Загалом         | Місце           | Штрафні очки    | Місце           | Штрафні очки    | Загалом         | Місце           | Штрафні очки    | Місце           |
| ------------------ | ---------- | ------------- | ------------ | ------------ | --------------- | --------------- | --------------- | --------------- | --------------- | --------------- | --------------- | --------------- | --------------- | --------------- | --------------- | --------------- | --------------- |
| Жером Гері         | Grand Cru  | Індивідуальні | 0            | =1 Q         | 10              | 10              | =44 Q           | 5               | 15              | 37 Q            | 8               | 28              | Завершив виступ | Завершив виступ | Завершив виступ | 8               | 28              |
| Нікола Філіппаертс | Zilverstar | Індивідуальні | DSQ          | DSQ          | Завершив виступ | Завершив виступ | Завершив виступ | Завершив виступ | Завершив виступ | Завершив виступ | Завершив виступ | Завершив виступ | Завершив виступ | Завершив виступ | Завершив виступ | Завершив виступ | Завершив виступ |

## Фехтування
| Спортсмен          | Дисципліна                     | 1/16 фіналу           | 1/8 фіналу               | Чвертьфінал        | Півфінал           | Фінал / БМ         | Фінал / БМ      |
| Спортсмен          | Дисципліна                     | Суперник Результат    | Суперник Результат       | Суперник Результат | Суперник Результат | Суперник Результат | Місце           |
| ------------------ | ------------------------------ | --------------------- | ------------------------ | ------------------ | ------------------ | ------------------ | --------------- |
| Seppe van Holsbeke | індивідуальна шабля (чоловіки) | Дершвіц (USA) W 15–12 | Дольнічану (ROU) L 13–15 | Завершив виступ    | Завершив виступ    | Завершив виступ    | Завершив виступ |

## Хокей на траві
Підсумок

Легенда:
- FT – Після основного часу.
- P – Долю матчу вирішило пробиття пенальті.

| Команда       | Дисципліна       | Груповий етап         | Груповий етап      | Груповий етап      | Груповий етап      | Груповий етап       | Груповий етап | Чвертьфінал        | Півфінал           | Фінал / БМ         | Фінал / БМ |
| Команда       | Дисципліна       | Суперник Результат    | Суперник Результат | Суперник Результат | Суперник Результат | Суперник Результат  | Місце         | Суперник Результат | Суперник Результат | Суперник Результат | Місце      |
| ------------- | ---------------- | --------------------- | ------------------ | ------------------ | ------------------ | ------------------- | ------------- | ------------------ | ------------------ | ------------------ | ---------- |
| Belgium men's | чоловічий турнір | Велика Британія W 4–1 | Бразилія W 12–0    | Австралія W 1–0    | Іспанія W 3–1      | Нова Зеландія L 1–3 | 1             | Індія W 3–1        | Нідерланди W 3–1   | Аргентина L 2–4    | 2          |

### Чоловічий турнір
Склад команди
Шаблон:Склад чоловічої збірної Бельгії з хокею на траві на літніх Олімпійських іграх 2016
Груповий етап
Шаблон:Підсумкова таблиця в групі A чоловічого турніру з хокею на траві на літніх Олімпійських іграх 2016
Шаблон:Чоловічий турнір з хокею на траві на літніх Олімпійських іграх 2016, гра A1
Шаблон:Чоловічий турнір з хокею на траві на літніх Олімпійських іграх 2016, гра A5
Шаблон:Чоловічий турнір з хокею на траві на літніх Олімпійських іграх 2016, гра A9
Шаблон:Чоловічий турнір з хокею на траві на літніх Олімпійських іграх 2016, гра A12
Шаблон:Чоловічий турнір з хокею на траві на літніх Олімпійських іграх 2016, гра A14
Чвертьфінал
Шаблон:Чоловічий турнір з хокею на траві на літніх Олімпійських іграх 2016, гра C2
Півфінал
Шаблон:Чоловічий турнір з хокею на траві на літніх Олімпійських іграх 2016, гра D2
Гонка за золоту медаль
Шаблон:Чоловічий турнір з хокею на траві на літніх Олімпійських іграх 2016, гра E2

## Гольф
| Спортсмен        | Дисципліна | Раунд 1   | Раунд 2   | Раунд 3   | Раунд 4   | Загалом   | Загалом | Загалом |
| Спортсмен        | Дисципліна | Результат | Результат | Результат | Результат | Результат | Пар     | Місце   |
| ---------------- | ---------- | --------- | --------- | --------- | --------- | --------- | ------- | ------- |
| Ніколас Колсертс | чоловіки   | 68        | 71        | 71        | 73        | 283       | −1      | =30     |
| Томас Пітерс     | чоловіки   | 67        | 66        | 77        | 65        | 275       | −9      | 4       |
| Хлое Льоркін     | жінки      | 79        | 78        | 71        | 75        | 303       | +19     | 56      |

## Гімнастика

### Спортивна гімнастика
Чоловіки
| Спортсмен | Дисципліна | Кваліфікація   | Кваліфікація | Кваліфікація | Кваліфікація | Кваліфікація | Кваліфікація | Кваліфікація | Кваліфікація | Фінал  | Фінал  | Фінал  | Фінал  | Фінал  | Фінал  | Фінал   | Фінал |        |   |
| Спортсмен | Дисципліна | Вправа         | Вправа       | Вправа       | Вправа       | Вправа       | Вправа       | Загалом      | Місце        | Вправа | Вправа | Вправа | Вправа | Вправа | Вправа | Загалом | Місце |        |   |
| --------- | ---------- | -------------- | ------------ | ------------ | ------------ | ------------ | ------------ | ------------ | ------------ | ------ | ------ | ------ | ------ | ------ | ------ | ------- | ----- | ------ | - |
| Спортсмен | Дисципліна | Денніс Госсенс | Кільця       | Н/Д          | Н/Д          | 15.366       | Н/Д          | Н/Д          | Н/Д          | 15.366 | 7 Q    | Н/Д    | Н/Д    | 14.933 | Н/Д    | Н/Д     | Н/Д   | 14.933 | 8 |

Жінки
Командна першість
| Спортсменка  | Дисципліна | Кваліфікація | Кваліфікація | Кваліфікація | Кваліфікація | Кваліфікація | Кваліфікація | Фінал  | Фінал  | Фінал  | Фінал  | Фінал   | Фінал |                  |                  |                  |                  |                  |                  |
| Спортсменка  | Дисципліна | Вправа       | Вправа       | Вправа       | Вправа       | Загалом      | Місце        | Вправа | Вправа | Вправа | Вправа | Загалом | Місце |                  |                  |                  |                  |                  |                  |
| ------------ | ---------- | ------------ | ------------ | ------------ | ------------ | ------------ | ------------ | ------ | ------ | ------ | ------ | ------- | ----- | ---------------- | ---------------- | ---------------- | ---------------- | ---------------- | ---------------- |
| Спортсменка  | Дисципліна | Сенна Дерікс | Команда      | 14.000       | 13.533       | Загалом      | Місце        | Н/Д    | Н/Д    | Н/Д    | Н/Д    | Загалом | Місце | Завершила виступ | Завершила виступ | Завершила виступ | Завершила виступ | Завершила виступ | Завершила виступ |
| Ніна Дервал  | 13.900     | 15.133       | Команда      | 13.966       | 13.533       | 56.532       | 19 Q         |        |        |        |        |         |       | Завершила виступ | Завершила виступ | Завершила виступ | Завершила виступ | Завершила виступ | Завершила виступ |
| Руне Германс | 13.133     | 13.775       | Команда      | 13.700       | 13.900       | 54.508       | 34           |        |        |        |        |         |       | Завершила виступ | Завершила виступ | Завершила виступ | Завершила виступ | Завершила виступ | Завершила виступ |
| Гаель Міс    | 14.133     | Н/Д          | Команда      | 13.833       | 13.566       | Н/Д          | Н/Д          |        |        |        |        |         |       | Завершила виступ | Завершила виступ | Завершила виступ | Завершила виступ | Завершила виступ | Завершила виступ |
| Лаура Вам    | Н/Д        | 14.133       | Команда      | 13.966       | 13.366       | Н/Д          | Н/Д          |        |        |        |        |         |       | Завершила виступ | Завершила виступ | Завершила виступ | Завершила виступ | Завершила виступ | Завершила виступ |
| Загалом      | 42.033     | 43.041       | Команда      | 41.765       | 40.999       | 167.838      | 12           |        |        |        |        |         |       | Завершила виступ | Завершила виступ | Завершила виступ | Завершила виступ | Завершила виступ | Завершила виступ |

Індивідуальні фінали
| Спортсмен | Дисципліна | Вправа      | Вправа             | Вправа | Вправа | Загалом | Місце |        |        |        |    |
| --------- | ---------- | ----------- | ------------------ | ------ | ------ | ------- | ----- | ------ | ------ | ------ | -- |
| Спортсмен | Дисципліна | Ніна Дервал | Абсолютна першість | 13.966 | 15.300 | Загалом | Місце | 13.300 | 13.733 | 56.299 | 19 |

## Дзюдо
| Спортсмен        | Категорія            | 1/32 фіналу                | 1/16 фіналу                  | 1/8 фіналу                   | Чвертьфінали          | Півфінали           | Втішний поєдинок   | Фінал / БМ              | Фінал / БМ       |
| Спортсмен        | Категорія            | Суперник Результат         | Суперник Результат           | Суперник Результат           | Суперник Результат    | Суперник Результат  | Суперник Результат | Суперник Результат      | Місце            |
| ---------------- | -------------------- | -------------------------- | ---------------------------- | ---------------------------- | --------------------- | ------------------- | ------------------ | ----------------------- | ---------------- |
| Яспер Лефевр     | до 66 кг (чоловіки)  | Смагулов (KAZ) L 000–000 S | Завершив виступ              | Завершив виступ              | Завершив виступ       | Завершив виступ     | Завершив виступ    | Завершив виступ         | Завершив виступ  |
| Дірк ван Тіхельт | до 73 кг (чоловіки)  | Bye                        | Земурі (QAT) W 100–000       | An C-r (KOR) W 010–000       | Ярцев (RUS) W 011–010 | Оно (JPN) L 000–111 | Bye                | Унгварі (HUN) W 100–000 | 3                |
| Йоахім Боттьйо   | до 81 кг (чоловіки)  | Bye                        | Маркончіні (ITA) L 000–000 S | Завершив виступ              | Завершив виступ       | Завершив виступ     | Завершив виступ    | Завершив виступ         | Завершив виступ  |
| Тома Нікіфоров   | до 100 кг (чоловіки) | Bye                        | Махджуб (IRI) W 100–000      | Гвініашвілі (GEO) L 000–101  | Завершив виступ       | Завершив виступ     | Завершив виступ    | Завершив виступ         | Завершив виступ  |
| Шарлін ван Снік  | до 48 кг (жінки)     | Н/Д                        | Унгуряну (ROU) W 100–000     | Чоловікиezes (BRA) L 000–001 | Завершила виступ      | Завершила виступ    | Завершила виступ   | Завершила виступ        | Завершила виступ |

## Академічне веслування
| Спортсмен     | Дисципліна          | Заїзди  | Заїзди | Втішний заплив | Втішний заплив | Чвертьфінали | Чвертьфінали | Півфінали | Півфінали | Фінал   | Фінал |
| Спортсмен     | Дисципліна          | Час     | Місце  | Час            | Місце          | Час          | Місце        | Час       | Місце     | Час     | Місце |
| ------------- | ------------------- | ------- | ------ | -------------- | -------------- | ------------ | ------------ | --------- | --------- | ------- | ----- |
| Ганнес Обрено | одиночки (чоловіки) | 7:09.06 | 1 QF   | Bye            | Bye            | 6:48.90      | 1 SA/B       | 7:06.76   | 3 FA      | 6:47.42 | 4     |

Пояснення до кваліфікації: FA=Фінал A (за медалі); FB=Фінал B (не за медалі); FC=Фінал C (не за медалі); FD=Фінал D (не за медалі); FE=Фінал E (не за медалі); FF=Фінал F (не за медалі); SA/B=Півфінали A/B; SC/D=Півфінали C/D; SE/F=Півфінали E/F; QF=Чвертьфінали; R=Потрапив у втішний заплив

## Вітрильний спорт
| Спортсмен                    | Дисципліна      | Заплив | Заплив | Заплив | Заплив | Заплив | Заплив | Заплив | Заплив | Заплив | Заплив | Заплив | Заплив | Заплив | Очки | Підсумкове місце |
| Спортсмен                    | Дисципліна      | 1      | 2      | 3      | 4      | 5      | 6      | 7      | 8      | 9      | 10     | 11     | 12     | M*     | Очки | Підсумкове місце |
| ---------------------------- | --------------- | ------ | ------ | ------ | ------ | ------ | ------ | ------ | ------ | ------ | ------ | ------ | ------ | ------ | ---- | ---------------- |
| Ваннес ван Лар               | Лазер           | 27     | 30     | 12     | 11     | 23     | 12     | 23     | 13     | 1      | 18     | Н/Д    | Н/Д    | EL     | 140  | 17               |
| Яннік Лефевр Том Пельсмакерс | Чоловіки's 49er | 19     | 14     | 13     | 17     | 9      | 3      | 8      | 8      | 12     | 20     | 14     | 8      | EL     | 125  | 17               |
| Еві ван Акер                 | Лазер радіал    | 2      | 13     | 2      | 29     | 16     | 15     | 11     | 2      | 1      | 5      | Н/Д    | Н/Д    | 6      | 78   | 4                |

M = Медальний заплив; EL = Вибув – не потрапив до медального запливу

## Стрільба
| Спортсмен    | Дисципліна      | Кваліфікація | Кваліфікація | Півфінал        | Півфінал        | Фінал           | Фінал           |
| Спортсмен    | Дисципліна      | Очки         | Місце        | Очки            | Місце           | Очки            | Місце           |
| ------------ | --------------- | ------------ | ------------ | --------------- | --------------- | --------------- | --------------- |
| Максим Мотте | трап (чоловіки) | 116          | 10           | Завершив виступ | Завершив виступ | Завершив виступ | Завершив виступ |

Пояснення до кваліфікації: Q = Пройшов у наступне коло; q = Кваліфікувався щоб змагатись у поєдинку за бронзову медаль

## Плавання
Чоловіки
| Спортсмен                                                                    | Дисципліна                        | Попередній заплив | Попередній заплив | Півфінал        | Півфінал        | Фінал           | Фінал           |
| Спортсмен                                                                    | Дисципліна                        | Час               | Місце             | Час             | Місце           | Час             | Місце           |
| ---------------------------------------------------------------------------- | --------------------------------- | ----------------- | ----------------- | --------------- | --------------- | --------------- | --------------- |
| Яспер Арентс                                                                 | 50 м вільним стилем               | 22.61             | 39                | Завершив виступ | Завершив виступ | Завершив виступ | Завершив виступ |
| Бастен Каертс                                                                | 200 м брасом                      | 2:13.44           | 32                | Завершив виступ | Завершив виступ | Завершив виступ | Завершив виступ |
| Луї Кроенен                                                                  | 200 м батерфляєм                  | 1:56.48           | 14 Q              | 1:56.03         | 8 Q             | 1:57.04         | 8               |
| Франсуа Хеерсбрандт                                                          | 50 м вільним стилем               | 22.58             | 38                | Завершив виступ | Завершив виступ | Завершив виступ | Завершив виступ |
| Гленн Сюргелосе                                                              | 100 м вільним стилем              | 48.65             | 19                | Завершив виступ | Завершив виступ | Завершив виступ | Завершив виступ |
| Гленн Сюргелосе                                                              | 200 м вільним стилем              | 1:47.19           | 17 Q*             | 1:47.36         | 14              | Завершив виступ | Завершив виступ |
| Пітер Тіммерс                                                                | 100 м вільним стилем              | 48.46             | 9 Q               | 48.14 NR        | 6 Q             | 47.80 NR        | 2               |
| Еммануель Ванлюшен                                                           | 200 м комплексом                  | 2:01.36           | 23                | Завершив виступ | Завершив виступ | Завершив виступ | Завершив виступ |
| Яспер Арентс Дітер Деконінк Гленн Сюргелосе Пітер Тіммерс Еммануель Ванлюшен | Естафета 4 × 100 м вільним стилем | 3:14.16           | 7 Q               | Н/Д             | Н/Д             | 3:13.57 NR      | 6               |
| Луї Кроенен Дітер Деконінк Гленн Сюргелосе Пітер Тіммерс Еммануель Ванлюшен  | Естафета 4 × 200 м вільним стилем | 7:08.72           | 6 Q               | Н/Д             | Н/Д             | 7:11.64         | 8               |

Жінки
| Спортсменка   | Дисципліна       | Попередній заплив | Попередній заплив | Півфінал         | Півфінал         | Фінал            | Фінал            |
| Спортсменка   | Дисципліна       | Час               | Місце             | Час              | Місце            | Час              | Місце            |
| ------------- | ---------------- | ----------------- | ----------------- | ---------------- | ---------------- | ---------------- | ---------------- |
| Кімберлі Байз | 100 м батерфляєм | 57.91 NR          | 12 Q              | 58.63            | 14               | Завершила виступ | Завершила виступ |
| Фанні Леклюїз | 100 м брасом     | 1:08.80           | 28                | Завершила виступ | Завершила виступ | Завершила виступ | Завершила виступ |
| Фанні Леклюїз | 200 м брасом     | 2:27.16           | 17                | Завершила виступ | Завершила виступ | Завершила виступ | Завершила виступ |

## Тхеквондо
| Спортсмен        | Категорія           | 1/8 фіналу                 | Чвертьфінали       | Півфінали             | Втішний поєдинок        | Фінал / БМ           | Фінал / БМ      |
| Спортсмен        | Категорія           | Суперник Результат         | Суперник Результат | Суперник Результат    | Суперник Результат      | Суперник Результат   | Місце           |
| ---------------- | ------------------- | -------------------------- | ------------------ | --------------------- | ----------------------- | -------------------- | --------------- |
| Сі Мохамед Кетбі | до 58 кг (чоловіки) | Халіл (AUS) L 1–8          | Завершив виступ    | Завершив виступ       | Завершив виступ         | Завершив виступ      | Завершив виступ |
| Джауад Ашаб      | до 68 кг (чоловіки) | M Kassman (PNG) W 15–1 PTG | Робак (POL) W 9–7  | Денисенко (RUS) L 1–6 | Bye                     | Lee D-h (KOR) L 7–11 | 5               |
| Рахелех Асемані  | до 57 кг (жінки)    | Карстенс (PAN) W 13–1 PTG  | Джонс (GBR) L 2–7  | Завершила виступ      | Баккал (MAR) W 12–0 PTG | Малак (EGY) L 0–1    | 5               |

## Теніс
| Давід Ґоффен                   | одиночний розряд (чоловіки) | Грот (AUS) W 6–4, 6–2                 | Sela (ISR) W 6–3, 6–3                 | Bellucci (BRA) L 6–7(10–12), 4–6                | Завершив виступ  | Завершив виступ  | Завершив виступ  | Завершив виступ  |                  |                  |
| Кірстен Фліпкенс               | одиночний розряд (жінки)    | V Williams (USA) W 4–6, 6–3, 7–6(7–5) | Шафарова (CZE) W 6–2, ret             | Зігемунд (GER) L 4–6, 3–6                       | Завершила виступ | Завершила виступ | Завершила виступ | Завершила виступ | Завершила виступ |                  |
| Яніна Вікмаєр                  | одиночний розряд (жінки)    | Стрицова (CZE) L 6–7(6–8), 1–6        | Завершив виступ                       | Завершив виступ                                 | Завершив виступ  | Завершив виступ  | Завершив виступ  | Завершив виступ  |                  |                  |
| Кірстен Фліпкенс Яніна Вікмаєр | Парний розряд (жінки)       | Н/Д                                   | Воскобоєва / Шведова (KAZ) W 6–1, ret | Мугуруса / Suárez Navarro (ESP) L 5–7, 6–2, 2–6 | Завершила виступ | Завершила виступ | Завершила виступ | Завершила виступ | Завершила виступ | Завершила виступ |

## Тріатлон
| Спортсмен        | Дисципліна | Плавання, 1,5 км | Перехід 1 | Велосипед, 40 км         | Перехід 2                | Біг, 10 км               | Загалом Time             | Місце                    |
| ---------------- | ---------- | ---------------- | --------- | ------------------------ | ------------------------ | ------------------------ | ------------------------ | ------------------------ |
| Єлле Генс        | чоловіки   | 18:36            | 0:49      | 59:14                    | 0:37                     | 32:49                    | 1:52:05                  | 38                       |
| Marten Van Riel  | чоловіки   | 17:27            | 0:49      | 55:03                    | 0:34                     | 32:10                    | 1:46:03                  | 6                        |
| Клер Мішель      | жінки      | 21:11            | 0:56      | Відстав більш як на коло | Відстав більш як на коло | Відстав більш як на коло | Відстав більш як на коло | Відстав більш як на коло |
| Кетріен Верстуйф | жінки      | 22:08            | 1:00      | Відстав більш як на коло | Відстав більш як на коло | Відстав більш як на коло | Відстав більш як на коло | Відстав більш як на коло |

## Важка атлетика
| Спортсмен    | Категорія           | Ривок     | Ривок | Поштовх   | Поштовх | Загалом | Місце |
| Спортсмен    | Категорія           | Результат | Місце | Результат | Місце   | Загалом | Місце |
| ------------ | ------------------- | --------- | ----- | --------- | ------- | ------- | ----- |
| Том Гегебуер | до 56 кг (чоловіки) | 111       | 12    | 130       | 14      | 241     | 14    |